# 요시오카 도쿠진
요시오카 도쿠진(吉岡 徳仁, 1967년 1월 20일)은 일본의 디자이너이다.디자인과 건축, 현대미술의 영역에서 활동하며, 자연을 주제로 한 인간의 감각을 초월하는 작품은 국제적으로 높이 평가받고 있다.
국제적인 상을 다수 수상하여, 작품은 뉴욕 근대미술관(MoMA)과 퐁피두 센터, 빅토리아 & 알버트 박물관(V&A) 등, 세계의 주요 미술관에 영구 소장되어 있다.
미국 잡지 Newsweek가 발표한 “세계가 존경하는 일본인 100인”에 선정되어 있다. (17th October 2007)

## 인물・약력
1967년 사가현 출생.
어린 시절부터 레오나르도 다 빈치의 영향을 받아 유화 등의 회화를 배우고 과학에 흥미를 가진다.
1988년에 구와사와(桑沢) 디자인 연구소를 졸업 후, 구라마타 시로(倉俣史朗)와 미야케 이세이(三宅一生) 밑에서 디자인을 배웠다.
2000년, 요시오카 도쿠진(吉岡徳仁) 디자인 사무소를 설립.
디자인과 건축, 현대미술의 영역에서 활동하며 자연을 주제로 한 작품은 국제적으로 높이 평가받고 있다.
인간의 온갖 감각을 빛, 소리, 향기 등의 비물질적인 요소로 형상화함으로써 형(形)이라는 개념을 초월하는 독자적인 표현을 창출하고 있다.빛을 투과하는 여러 가지 소재를 사용해, 자연이 만들어 내는 광대한 에너지를 표현한 작품은 보는 이의 체험과 기억으로 연결되면서 완성된다.
인간의 감각을 초월하는 그의 작품은 일본의 독자적인 자연관을 반영하여 에너지와 아우라를 지각하는 일본문화의 근원을 추구하고 있다.
Issey Miyake를 비롯해 Cartier, Swarovski, Louis Vuitton, Hermès, Toyota와 Lexus 등, 글로벌 기업의 디자인을 많이 다루고 있는데, 이탈리아에서 개최되는 밀라노 살로네 (Salone del Mobile Milano)에서는 이탈리아의 가구 브랜드 Kartell, Moroso, Glas Italia, Driade 등과 신작을 발표하고 있다.세계에서 가장 활약하는 디자이너에게 주어지는 Design Miami Designer of the Year, Elle Deco International Design Awards Designer of the Year, Milano Design Award 등의 국제적인 상을 수상하고 있다.

## 대표 작품
자연 구조의 의자 2001년ー

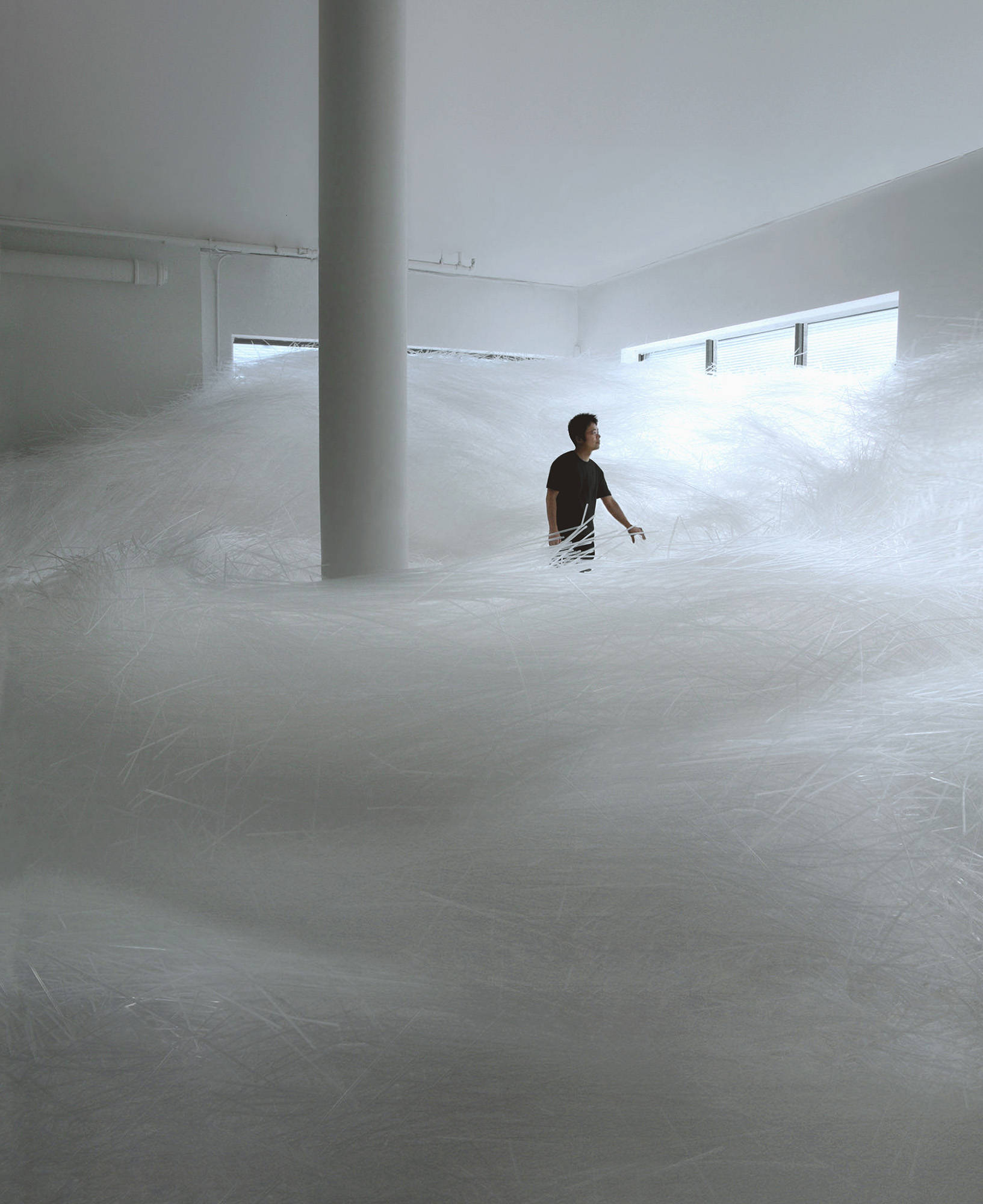
Tornado / Design Miami 2007

종이의 의자 “Honey-pop”(2001)는 평면에서 입체로 변화하는 의자다. 불과 1센티미터로 포개진 120장의 얇은 종이를 펼치면 허니컴(벌집) 구조가 되는데, 사람이 앉음으로써 형상이 고정되어 완성된다.  “PANE chair”(2006)는 식물의 섬유구조처럼 1밀리미터의 가는 섬유가 서로 얽혀서 구조를 만들어 내고 있다. 제작 과정은 섬유 덩어리를 종이 관에 넣고, 마치 빵을 굽듯이 솥에 넣어 열을 가함으로써 의자의 형상이 기억된다. 자연 결정의 의자 “Venus - Natural crystal chair”(2008)는 수조 안에서 자연 결정을 성장시킴으로써 결정 구조를 만들어 내어, 의자로 변화시키는 작품이다.
유리 프로젝트 2002ー
유리의 벤치 “Water Block”(2002), “Transparent Japanese House”(2002), 비에 사라지는 의자 “Chair that disappears in the rain”(2002), “Waterfall” (2005-2006), “유리의 다실(茶室) – 코안(光庵)”(2015), “Water Block – PRISM”(2017) 등의 작품을 발표했다. 유리의 벤치 “Water Block”는 2011년부터 파리의 오르세 미술관에 전시되어 있다.
오르세 미술관, 2011ー
파리의 오르세 미술관에서 인상파 갤러리의 리뉴얼 프로젝트에 참가. 마네, 드가, 모네, 세잔느, 르누아르로 대표되는 인상파의 회화와 함께 유리의 벤치 “Water Block” 의 작품 10개가 상설 전시되고 있다. 인상파가 그린 빛들과 조화되어 역사와 현대의 새로운 대화가 시작되는 공간을 창출하고 있다.
크리스탈라이즈드 프로젝트 2008ー

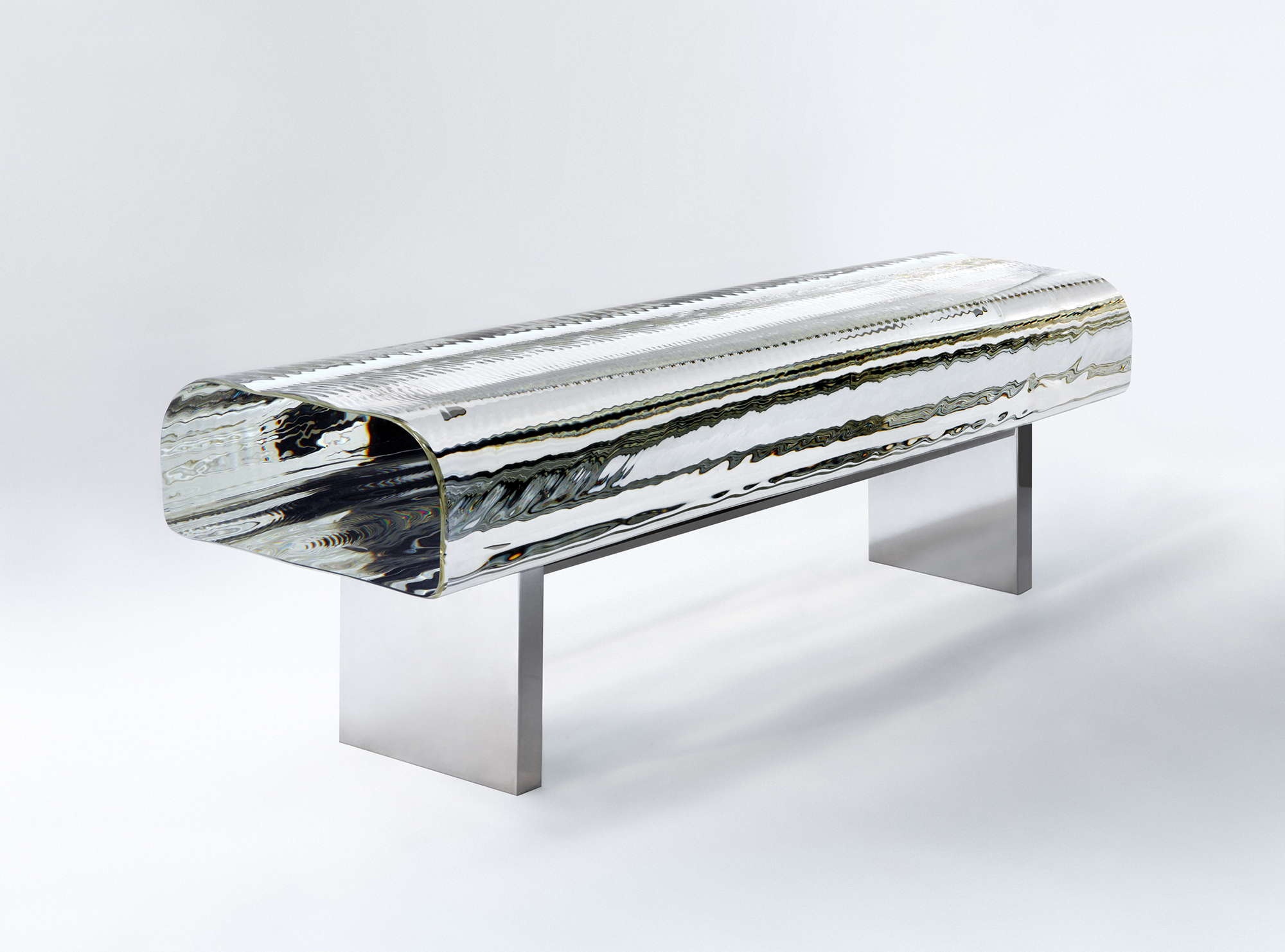
Water Block 2002

자연 결정의 의자”VENUS - Natural crystal chair”(2008)는 수조 안에서 자연결정을 성장시켜 결정구조를 만들어 내어 의자로 변화시키는 작품. 하나의 악곡이 하나의 회화가 되는 “Swan Lake – 결정의 회화”, “Destiny - 운명”, “Moonlight - 월광” 등의 작품은 결정의 성장 과정에서 음악을 들려주어 소리의 진동에 의해 결정의 형상이 변화하여 완성된다. “Rose – 장미의 조각”은 장미의 색소를 결정화한 조각으로 생명의 에너지를 표현하고 있다.
무지개의 교회 - Rainbow Church‘ 2010년・2013년
500개의 크리스탈 프리즘으로부터 만들어지는 건축 “무지개의 교회 - Rainbow Church”는 빛을 지각하는 인간의 감각에 착안하여 보는 이가 빛을 체감하는 것으로 완성되는 작품.  빛 그 자체가 표현되어 있어 프리즘에서 펼쳐지는 분광이 공간 전체에 비춰짐으로써 건축물이 무지갯빛으로 가득 차게 된다.
유리의 다실(茶室) – 코안(光庵)” 2011년

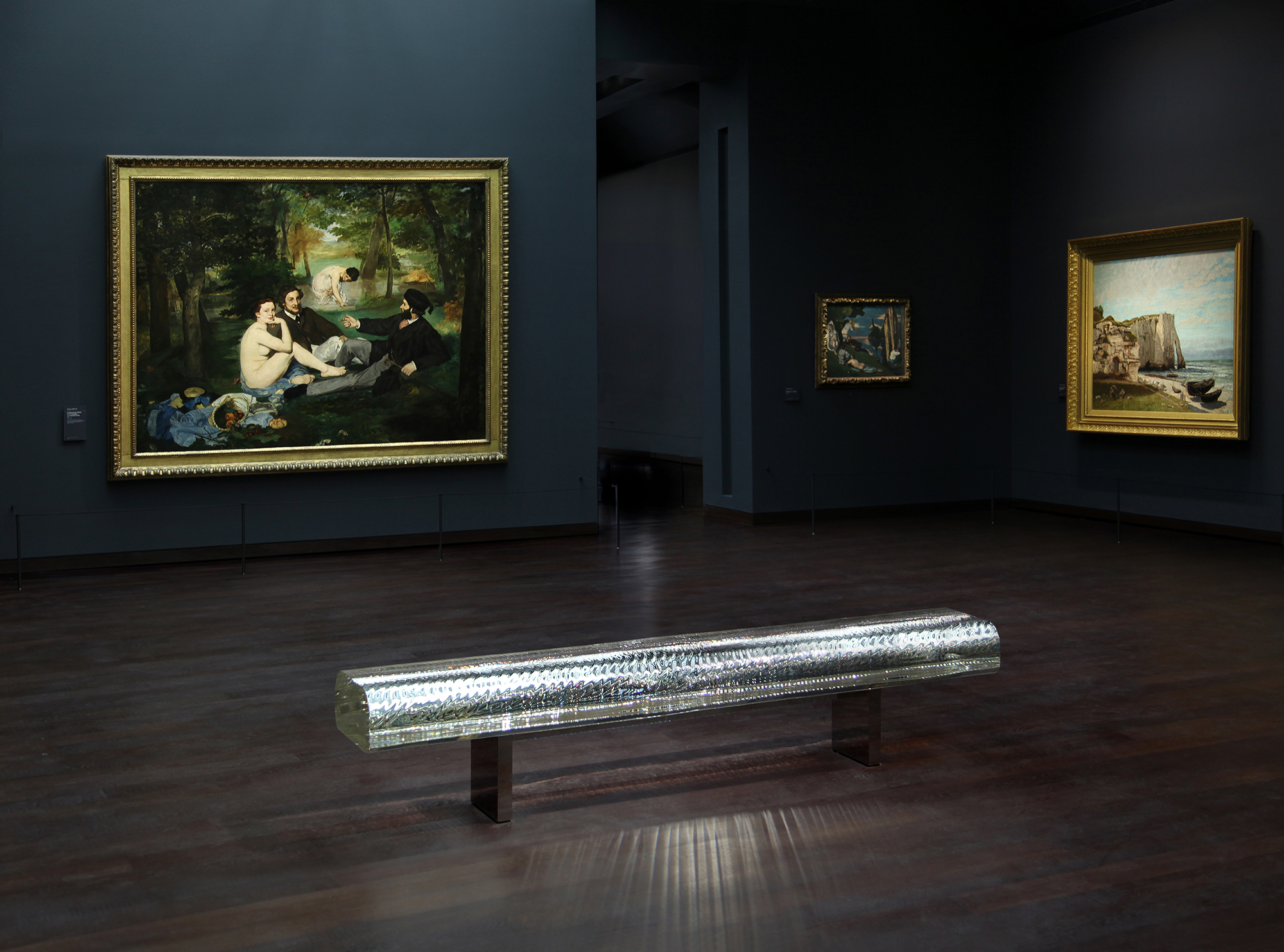
Musée d'Orsay, Paris 2011
Water Block 2002

2011년, 제54회 베네치아 비엔날레 국제미술전에서 “유리의 다실(茶室) – 코안(光庵)”을 건축 프로젝트로 발표하여 2015년에 교토의 천태종 쇼렌인 몬제키 경내 (天台宗 青蓮院門跡境内), 쇼군즈카 세이류덴(将軍塚 青龍殿)의 대무대(大舞台)에 설치되었다. 쇼군즈카 세이류덴 (将軍塚 青龍殿)에는 일본 3대 부동명왕 중에 하나로 손꼽히는 국보  청부동명왕 (青不動明王)이 봉납되어 있어 해발 220미터의 대무대(大舞台)에서는 교토 시가지가 한눈에 볼 수 있다. 이 곳은 엔랴쿠 13년(794년)에 간무 천황이 방문하여 교토 분지를 내려다 보면서 교토야말로 도읍지로 마땅하다고 확신하여 그것을 계기로 수도의 건설에 착수했다는 일본문화를 상징하는 쿄노미야코(京の都)가 시작된 장소라고도 전해지고 있다.
대표작
2000　Tokujin Yoshioka Design
2000　TōFU / Yamagiwa
2001　Honey-pop
2001　THINK ZONE / MORI building
2002　Water Block

2002　Transparent Japanese House

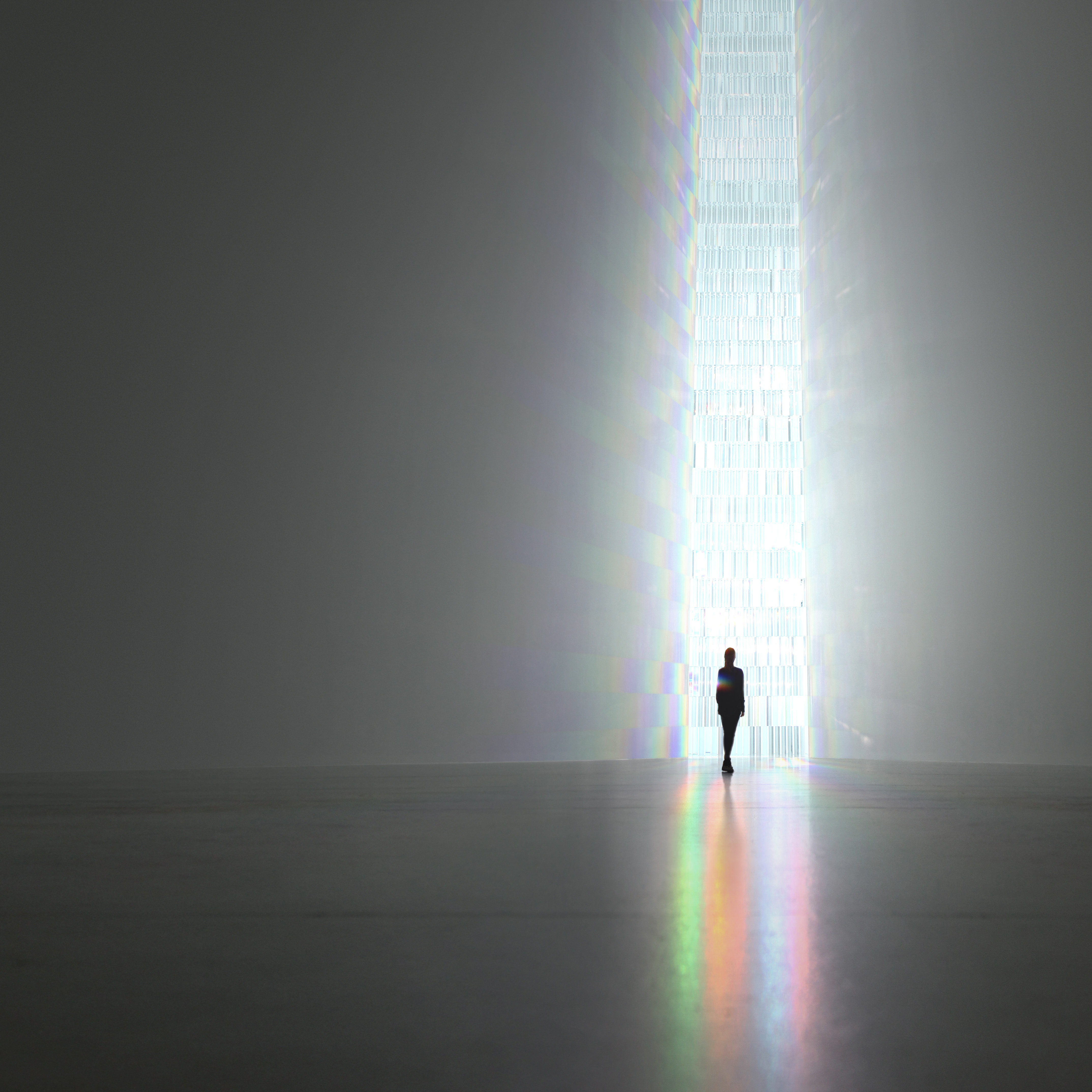
Rainbow Church 2010
/ Museum of Contemporary Art Tokyo 2013

2002ー2003　Chair that disappears in the rain
2004　Souffle / Maison Hermès
2005ー2007　MEDIASKIN / au design project KDDI
2006　The Gate – Tokujin Yoshioka x Lexus
2006　Waterfall
2006　PANE chair
2007　Tornado / Design Miami
2007　Rainbow chair
2007　Tear Drop / Yamagiwa
2006ー2008　Swarovski Ginza flagship store
2007ー2008　VENUS – Natural crystal chair

2007ー2008　Crystallized Painting – Moonlight / Destiny / Unfinished

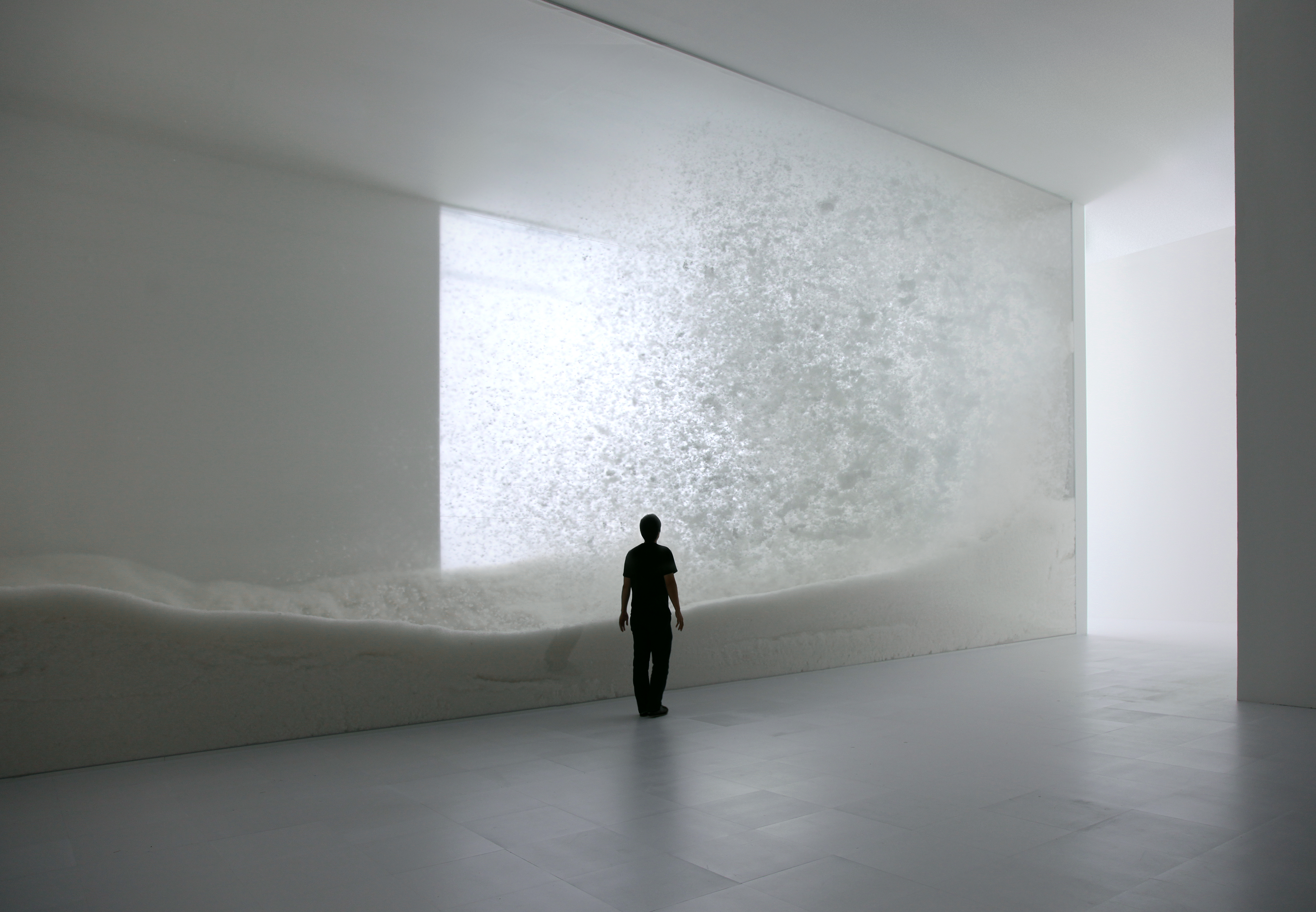
Snow / Mori Art Museum, Tokyo 2010 (1997)

2008　Eternal / Swarovski Crystal Palace
2010, 1997　Snow
2009　Moon Fragment / Cartier
2009　Lake of Shimmer / Basel World / Swarovski
2010　X-RAY / KDDI iida
2010　Stellar / Swarovski Crystal Palace
2010, 2013　Rainbow Church
2011　KOU-AN Glass Tea House / The 54th La Biennale di Venezia – Glasstress 2011
2011　The Impressionist Gallery renewal project / Musée d'Orsay
2013　Crystallized Painting – Swan Lake, Spider's Thread, Rose
2013　Wings of Sparkle / Basel World / Swarovski
2014　Cartier Time Art – Mechanic of Passion / Power Station of Art
2015ー2017　KOU-AN Glass Tea House / Shogunzuka Seiryu-den, Kyoto
2017　Spectrum
2017　Water Block – PRISM
2017　S.F chair
2019　Tokyo 2020 Olympic and Paralympic Torch

## 주요 전람회

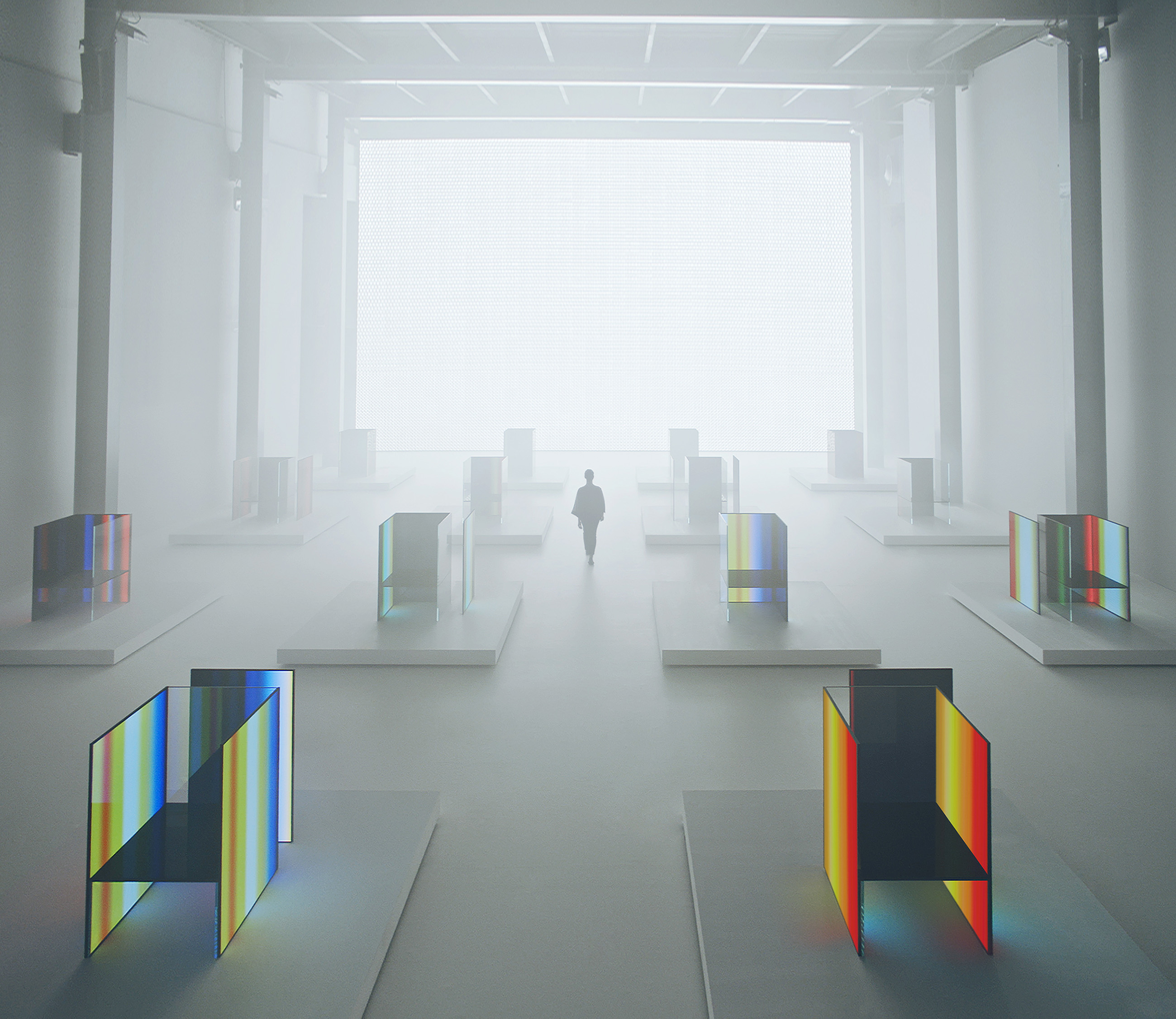
TOKUJIN YOSHIOKA x LG :
S.F, Milan 2017

1998ー2000　ISSEY MIYAKE Making Things / Fondation Cartier pour l'art contemporain, Ace Gallery NY, Museum of Contemporary Art Tokyo
2002　Tokujin Yoshioka Honey-pop, MDS/G
2005ー2006　Tokujin Yoshioka x Lexus / Museum of Permanente
2005　Stardust / Swarovski Crystal Palace / Milano Design Week
2007　Tornado / Design Miami / Designer of the year 2007
2007　Tokujin x Moroso / Milano Design Week
2009　Story of … Memories of Cartier Creations / Tokyo National Museum Hyokeikan
2008　Second Nature / 21_21 DESIGN SIGHT
2010　Sensing Nature / Mori Art Museum
2010　The Invisibles Snowflake / Kartell Gallery
2011　TWILIGHT - Tokujin Yoshioka / Moroso / Milano Design Week

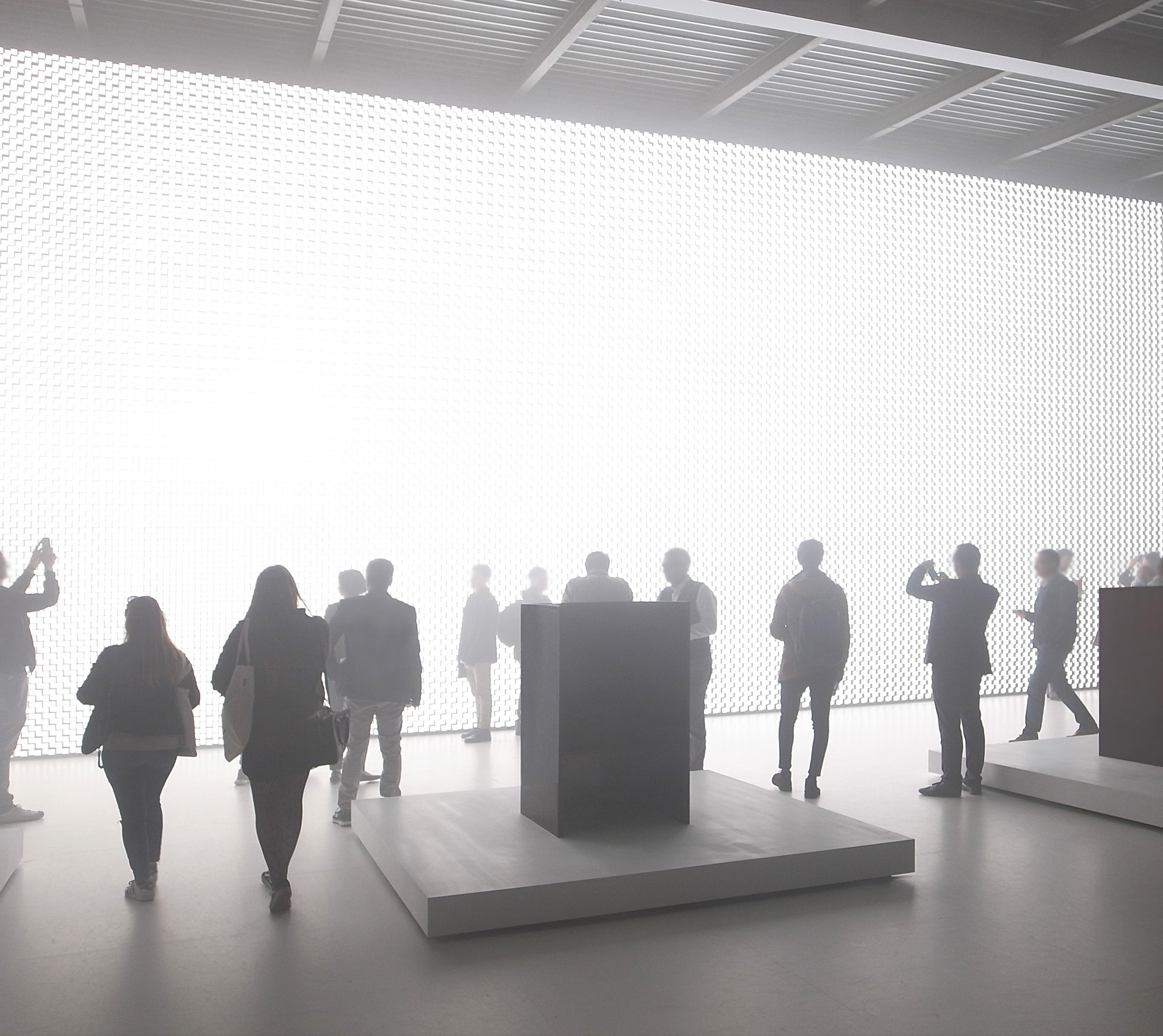
TOKUJIN YOSHIOKA x LG:
S.F, Milan 2017

2011　Tokujin Yoshioka : Waterfall / Sharman Contemporary Art Foundation
2011　KOU-AN Glass Tea House / The 54th La Biennale di Venezia – Glasstress 2011
2011ー2012, 2014　Cartier Time Art / Bellerive Museum, Artscience Museum, Power Station of Art
2012　TOKUJIN YOSHIOKA 2012 CREATOR OF THE YEAR / Maison & Objet
2013　TOKUJIN YOSHIOKA_Crystallize / Museum of Contemporary Art Tokyo
2014　La Biennale di Venezia – The 14th International Architecture Exhibition 2014
2015　Make Yourself Comfortable / Chatsworth House
2015　TOKUJIN YOSHIOKA_TORNADO / Saga Prefectural Art Museum
2015ー2017　KOU-AN Glass Tea House / Shogunzuka Seiryu-den, Kyoto
2017　TOKUJIN YOSHIOKA_SPECTRUM / Shiseido Gallery
2017　TOKUJIN YOSHIOKA x LG : S.F_Senses of the Future / Milano Design Week

## 세계의 미술관에 의한 영구 소장
Museum of Modern Art (MoMA) (USA)

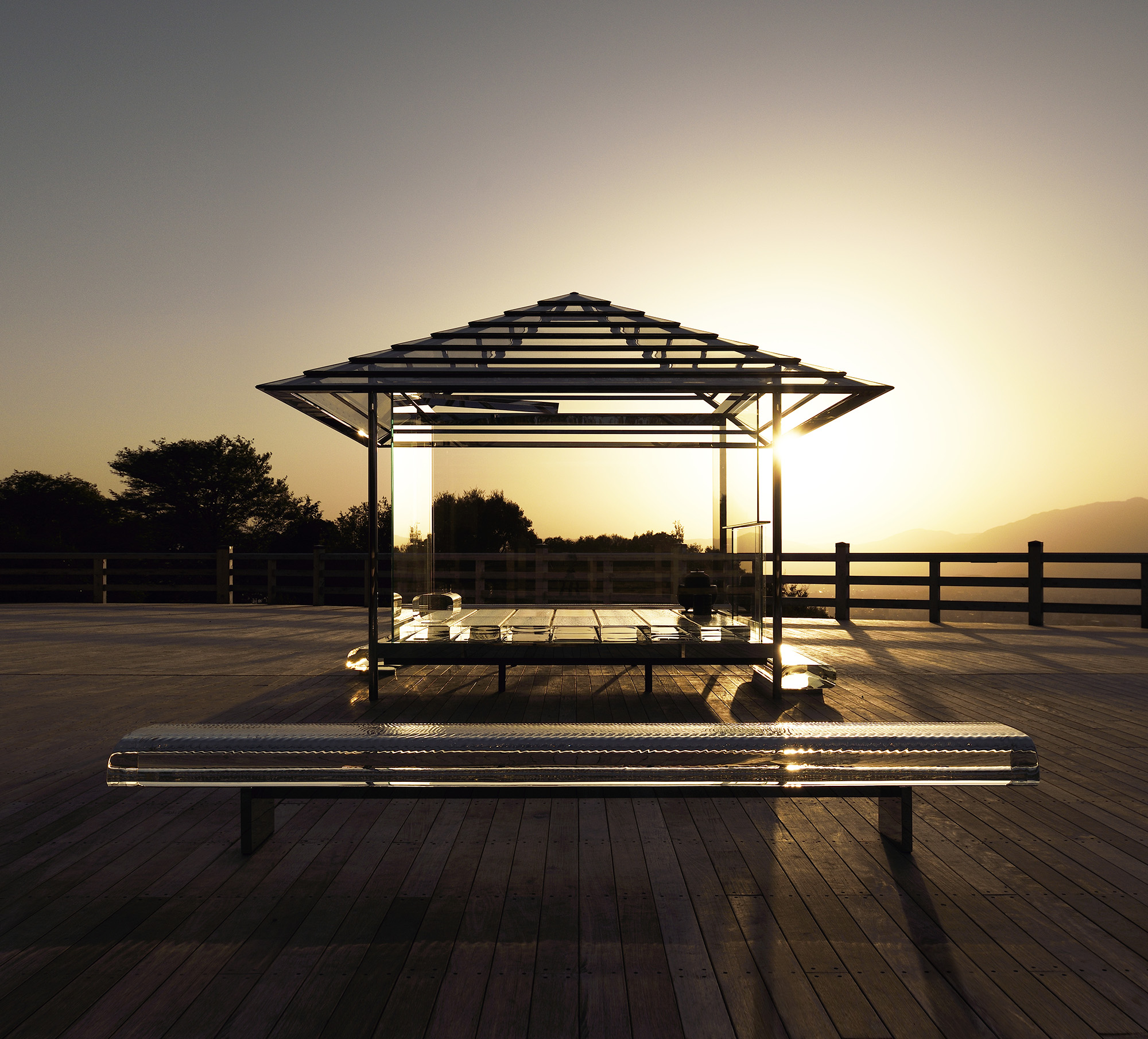
KOU-AN Glass Tea House 2011
Shogunzuka Seiryu-den, Kyoto 2015ー2017

Centre Pompidou (Centre national d'art et de culture Georges-Pompidou) (France)
Musée d'Orsay (France)
Musée des Arts Décoratifs, Paris (France)
Victoria and Albert Museum (V&A) (UK)
Cooper Hewitt, Smithsonian Design Museum (USA)
Vitra Design Museum (Germany)
The Art Institute of Chicago (USA)
San Francisco Museum of Modern Art (SFMoMA) (USA)
Saint Louis Art Museum (USA)
Montreal Museum of Fine Arts (MMFA) (Canada)
Museum of Contemporary Art Tokyo (MOT) (Japan)
Israel Museum (Israel)
Leeum, Samsung Museum of Art (Republic of Korea)

## 주요 수상

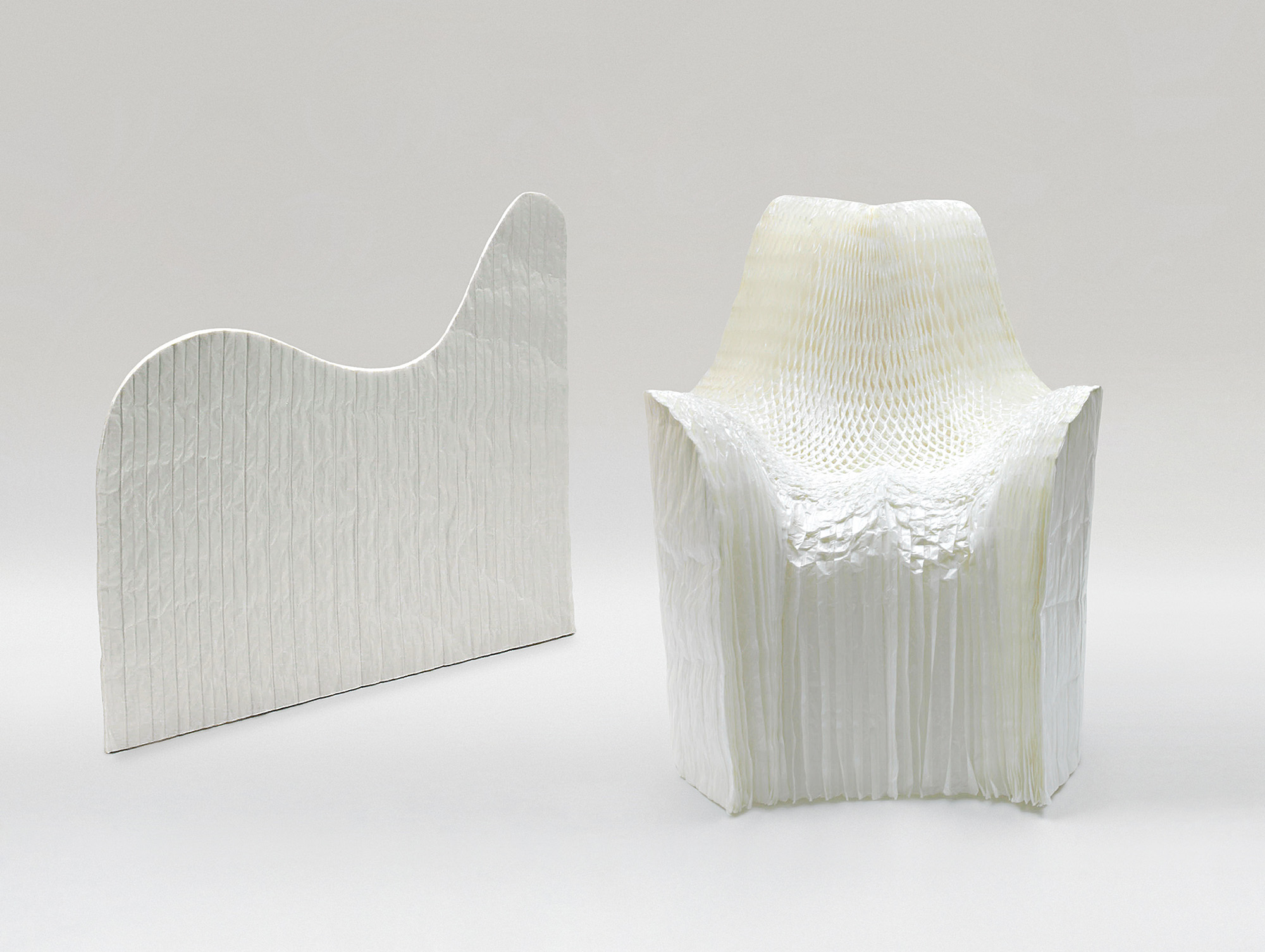
Honey-pop 2001

1997　JCD Design Award – Grand prize (Japan)
2000　I.D. Annual Design Review (USA)
2001　I.D. Annual Design Review (USA), A&W Award The Coming Designer for the Future (Germany)
2002　Mainichi Design Award 2001 (Japan)
2005　Talents du Luxe (France)
2007　The 57th Art Encouragement Prizes for New Artiest (Japan)
2007　Good Design Award – Gold prize (Japan)
2007　Design Miami – Designer of the Year 2007 (USA)

2008　Wallpaper Design Awards 2008 – Best furniture designer (UK)

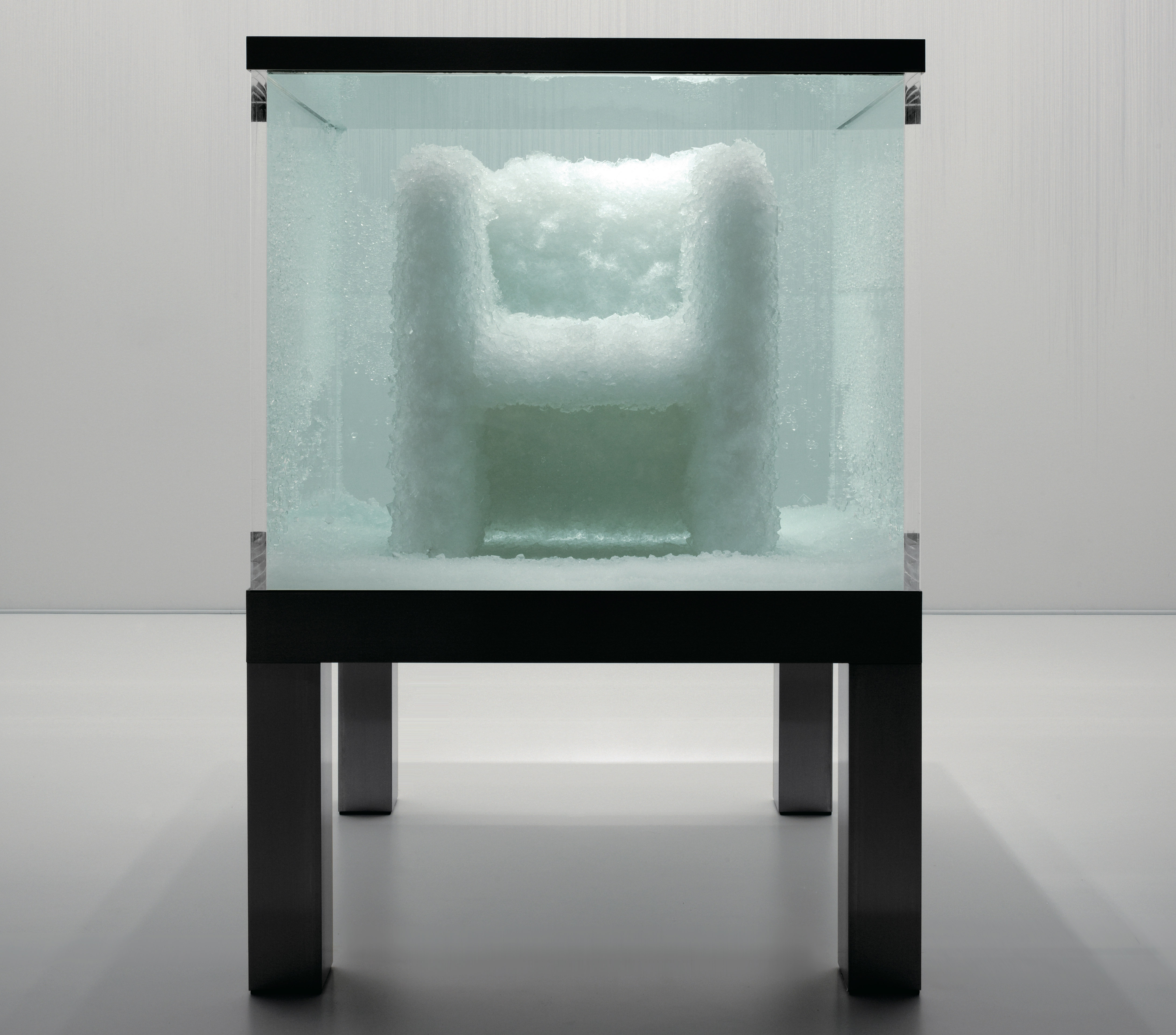
VENUS - Natural crystal chair 2007

2008　DFA Design for Asia Awards 2008 – Grand Award (Hong Kong)
2009　ELLE DECO International Design Awards – Designer of the Year 2009 (Italy)
2010　The 100 Most Creative People in Business 2010 (USA)
2010　TOKYO Design & Art ENVIRONMENTAL AWARDS – Artist of the Year (Japan)
2011　A&W Architektur & Wohnen – Designer of the Year 2011 (Germany)
2012　Maison & Objet – Creator of the Year 2012 (France)
2016　ELLE DECO International Design Awards (EDIDA) 2016 (Italy)
2017　Milano Design Award 2017 – Winner (Italy)

## 서적／작품집
2001　Tokujin Design (gap / Japan)
2006　Tokujin Yoshioka Design (English edition, Japanese edition) (Phaidon / UK)
2008　Second Nature (Kyuryudo / Japan)
2009　Invisible Forms (Esquire Magazine / Japan)
2010　SENSING NATURE (Heibonsha / Japan)
2010　TOKUJIN YOSHIOKA (Rizzoli / USA)
2013　TOKUJIN YOSHIOKA_Crystallize (Seigensha / Japan)